# Stuhlfest
Das Stuhlfest war in der vorindustriellen, bäuerlichen Gesellschaft ritueller Bestandteil der Vorbereitung einer Hochzeit. Es handelte sich dabei um „ein feierliches vertrauliches Gespräch zwischen dem Seelsorger und dem Brautpaar, bei dem der Pfarrer zunächst in Gegenwart der Trauzeugen das Aufgebot vorbereitet und dann, nach Verabschiedung der Zeugen, Aufgaben und Pflichten des zukünftigen christlichen Hausstandes deutlich anspricht“. Braut und Bräutigam trugen bei diesem feierlichen Akt festliche Kleidung. Vertragliche Angelegenheiten wie etwa eine Hofübergabe oder der Ehevertrag waren zuvor beim Notar erledigt worden. Danach nahm der Hochzeitslader seine Tätigkeit auf. Im nordwestlichen Oberbayern fanden Stuhlfeste noch bis weit in das 20. Jahrhundert hinein statt.
Bei Petri Stuhlfest handelt es sich im Unterschied dazu um einen allgemeinen katholischen Feiertag; siehe Kathedra Petri.